# My Pokémon Ranch
My Pokémon Ranch (みんなのポケモン牧場?, Minna no Pokemon Bokujō, "il ranch Pokémon di tutti") è un videogioco della serie Pokémon per Nintendo Wii. In Giappone può essere acquistato tramite WiiWare a partire dal 25 marzo 2008 mentre negli Stati Uniti è disponibile dal 9 giugno dello stesso anno. In Europa viene messo in vendita dal 4 luglio 2008.
Il gioco permette di trasferire, da otto differenti cartucce di Pokémon Diamante e Perla, 1000 Pokémon in un ranch, gestito da Giulia (Hayley), e di interagire con loro. La grafica tridimensionale permette al giocatore di parlare con i Pokémon e di scattare loro fotografie.

## Trama
Il gioco non ha una trama ben definita: non sono presenti infatti né un preciso obiettivo finale da raggiungere né un vero e proprio inizio. La creatrice del Pokémon Ranch Giulia si presenta al giocatore e gli mostra il ranch di cui deve occuparsi assieme a lei in quanto suo nuovo custode, spiegandogli le attività che si possono svolgere in esso e donandogli sei Pokémon. Il sogno di Giulia è rendere il ranch un luogo pieno di Pokémon e il giocatore dovrà aiutare la Pokémon Rancher a realizzarlo.

## Sviluppo
My Pokémon Ranch venne sviluppato da Ambrella e pubblicato da Nintendo sul Canale WiiShop nella sezione WiiWare.